# Desafío x 2
Dual survival (en EE. UU.), Desafío x 2 (en Latinoamérica) o Dúo de supervivientes (en España) es un reality show, que pertenece a Discovery Channel. El programa trata de dos expertos en supervivencia con técnicas muy diferentes que demuestran sus habilidades para autorescatarse de diferentes escenarios dramatizados en los ambientes más hostiles. 
Durante las primeras dos temporadas el programa fue protagonizado por el experto en técnicas primitivas Cody Lundin y el exfrancotirador Dave Canterbury, ambos instructores de supervivencia. Cada episodio contaba con Lundin y Canterbury en una situación de supervivencia diferente, como naufragar en una isla desierta, perderse en la espesura de la selva o en un desolado desierto. Una vez en posición, reconstruían las posibles situaciones que los había llevado a esas condiciones de extravío y con un equipo mínimo dejado por los supuestos  excursionistas perdidos, empezaban la misión de autorescate. En el transcurso de tres días y dos noches, Lundin y Canterbury demostraban diferentes habilidades de supervivencia, tales como el uso de métodos primitivos de hacer fuego o la obtención de agua potable. 
El conflicto surgía a menudo debido a las diferencias entre las filosofías individuales de Lundin y Canterbury en cuanto a  métodos de supervivencia. Lundin, que no usaba zapatos o pantalones largos, a veces comprometía la seguridad del equipo al exponerse inadecuadamente en terrenos particularmente duros y peligrosos.
Para la temporada 3, Dave Canterbury dejó el programa y fue sustituido por Joseph Teti. Teti es un veterano de operaciones especiales y exmarine de las Fuerzas de Reconocimiento. Tras varios desencuentros entre Joe Teti y Cody Lundin, discovery channel decidió sustituir a Lundin por el experto en técnicas primitivas Matt Graham.